# Kéz

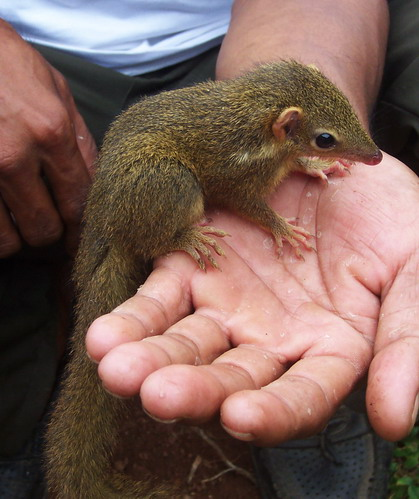
Jávai mókuscickány lábai emberi kézen

A kéz a főemlősök felső végtagjának fogószerve. A legtöbb főemlős hüvelykujjának szembeállíthatósága a pontos fogást segíti. A többi szárazföldi állat megfelelő testrészét inkább mellső lábnak, vagy mancsnak nevezik. 

## Felépítése

### Csontjai

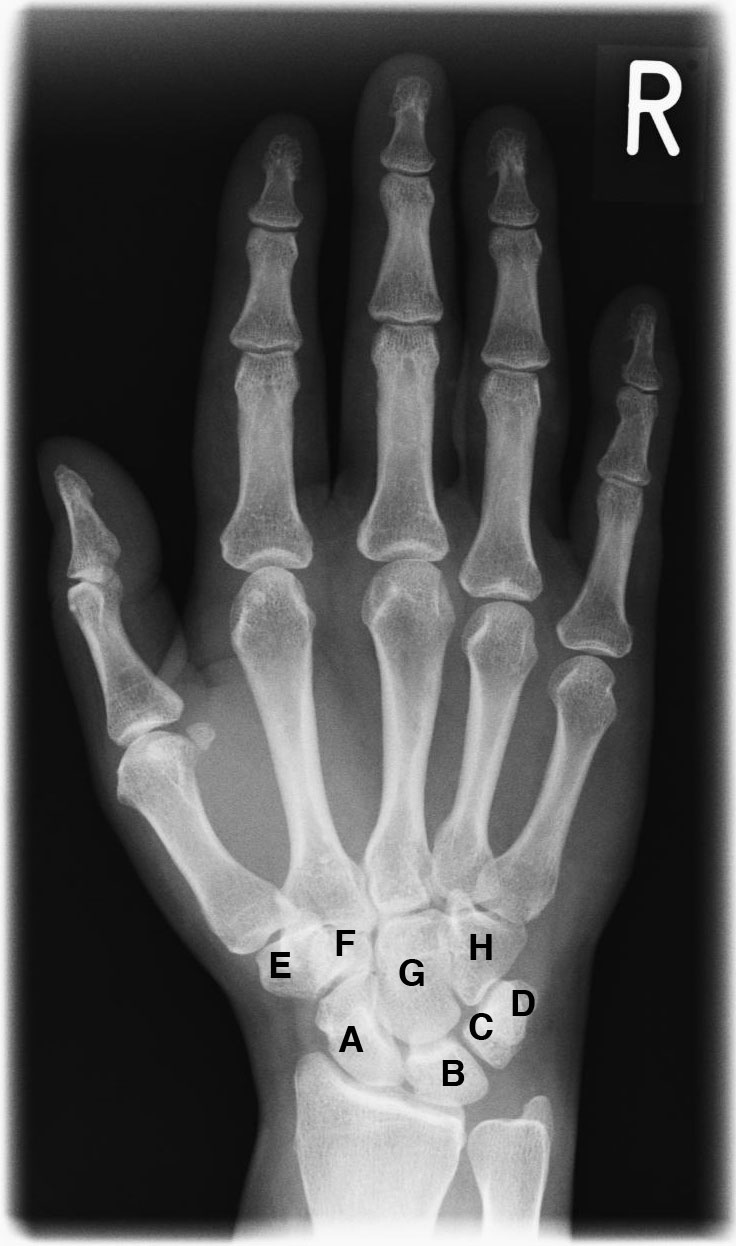
Emberi kéz röntgenfelvétele a kéztőcsontok megjelölésével:
A sajkacsont Os scaphoideum
B holdascsont Os lunatum
C háromszögletű csont Os triquetrum
D borsócsont Os pisiforme
E trapézcsont Os trapezium
F kis trapézcsont Os trapezoideum
G fejescsont Os capitatum
H horgascsont Os hamatum

A kéz csontos vázát különálló csontok alkotják. Számuk függ a fajtól; az emberi kéznek 27 csontja van, vagyis a két kézben található az ember csontjainak negyede. A kéztő nyolc csontja két sorban ízesül. A disztális sort a trapézcsont, a kis trapézcsont, a fejescsont és a horgascsont alkotja. A működés szempontjából fontosabb proximális csuklóban négy csont található (sajkacsont, holdascsont, háromszögletű csont, borsócsont). A singcsont és a kéztőcsontok között ízületi porckorong teremt kapcsolatot. A kézközép öt csontot tartalmaz.
Az emberi kéz ujjai a kéz szabadon mozgatható részei. A hüvelykujjban két, a többi ujjban három-három csont található, összesen 14.

### Izmai
A kéz izomzata nagyon összetett. A 33 izom nagy része az alkarban helyezkedik el, és inakkal kapcsolódik a kézhez. A magában a kézben levő erősebb izmok alkotják a hüvelykujj izompárnáját és a kisujjpárnát. A kisebb izomok a kézközépcsontokhoz kapcsolódnak.

### Beidegzése
A kezet három ideg idegzi be: a nervus ulnaris, a nervus medianus és a nervus radialis. A nervus medianus az ujjhajlítókkal együtt a kéztőtől a tenyér oldalára a karpális csatornán halad át. A vérellátást az arteria radialis és az arteria ulnaris kettős hurka biztosítja.

### Fogás és érzékelés
A kéz, különösen a tenyér izmait lapos inas lemez (aponeurosis) védi, ami lehetővé teszi az erősebb fogást. A kéz, különösen az ujjbegyek bőre gazdag különféle receptorokban, például szabad idegvégződésekben és Merkel sejtekben, ami érzékennyé teszi a kezet a tapintási ingerekre. A tenyér oldalán 17 000 érzékelősejt (cm²-enként 140) képes mozgást, nyomásváltozást és rezgést érzékelni.

### Más fajokban
A többi gerinces állatfaj testfelépítése is az életmódhoz igazodik, ezért egyes fajoknál eltűnt vagy összenőtt néhány csont. A kézközépcsontok és az ujjak csontjai is átmehettek ezeken a változásokon. Így a madarakon három ujj csontjai, a lovakon egy ujj maradt meg.

## Szerepe

### Fogás

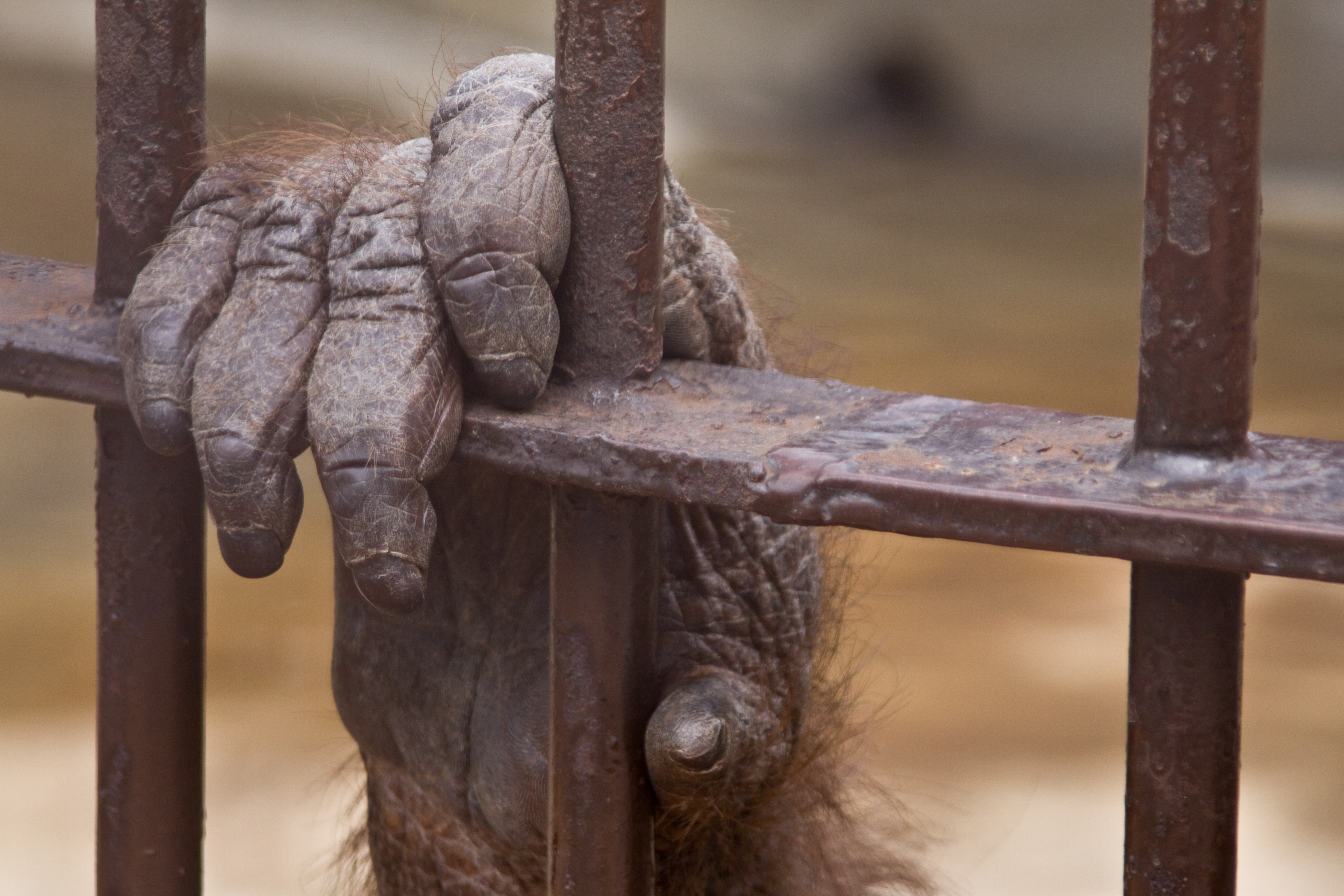
Egy orángután keze

Alapvetően kétféle fogás létezik: a pontos és az erős fogás. A fogás igazodik a tárgy alakjához, méretékhez és súlyához: az erős fogás a nagyobb és a nehezebb tárgyak megragadására, a pontos fogás a kisebb vagy törékeny tárgyak, finom szerszámok megfogására való.
Erős fogáskor az egész tenyér meghajlik, és az hüvelykujj a tenyérrel szembe kerül. Így a kéz több száz Newton erő kifejtésére képes. Nehéz tárgyak, például kövek, edények megtartására és szállítására használatos. Ha a hüvelykujj nem áll szembe a tenyérrel, akkor majomfogás jön létre, ami megfigyelhető a fán élő majmoknál, amikor ágról ágra haladnak.
Pontos fogáskor a tárgyakat lényegében három ujj tartja és vezeti: a hüvelykujj, a mutatóujj és a középső ujj. Az érintett ujjak szerint további altípusai különböztethetők meg, amelyek a fogott tárgy alakjához, a vele végzendő mozgáshoz és a szükséges erőkifejtéshez igazodnak.
Az emberi kéz a többi főemlős kezétől eltérően ökölbe zárható.
A behajlításával a tenyéren bemélyedés alakul ki, amit az ujjak behajlítása egészít ki. Megfigyelhető például folyadékok öntésekor, vagy labda feltartásakor.
A két kéz között általában munkamegosztás alakul ki; az egyik kéz bonyolultabb mozdulatokat képes végezni, mint a másik. Ezt hívják kezességnek; eszerint lesz jobb- vagy balkezes valaki.

### Kommunikáció és számolás

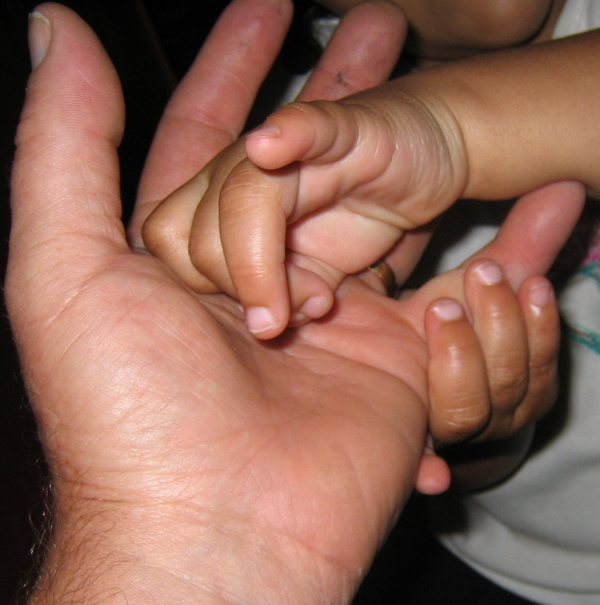
Gyengédség. Egy kislány játszik az apja kezével

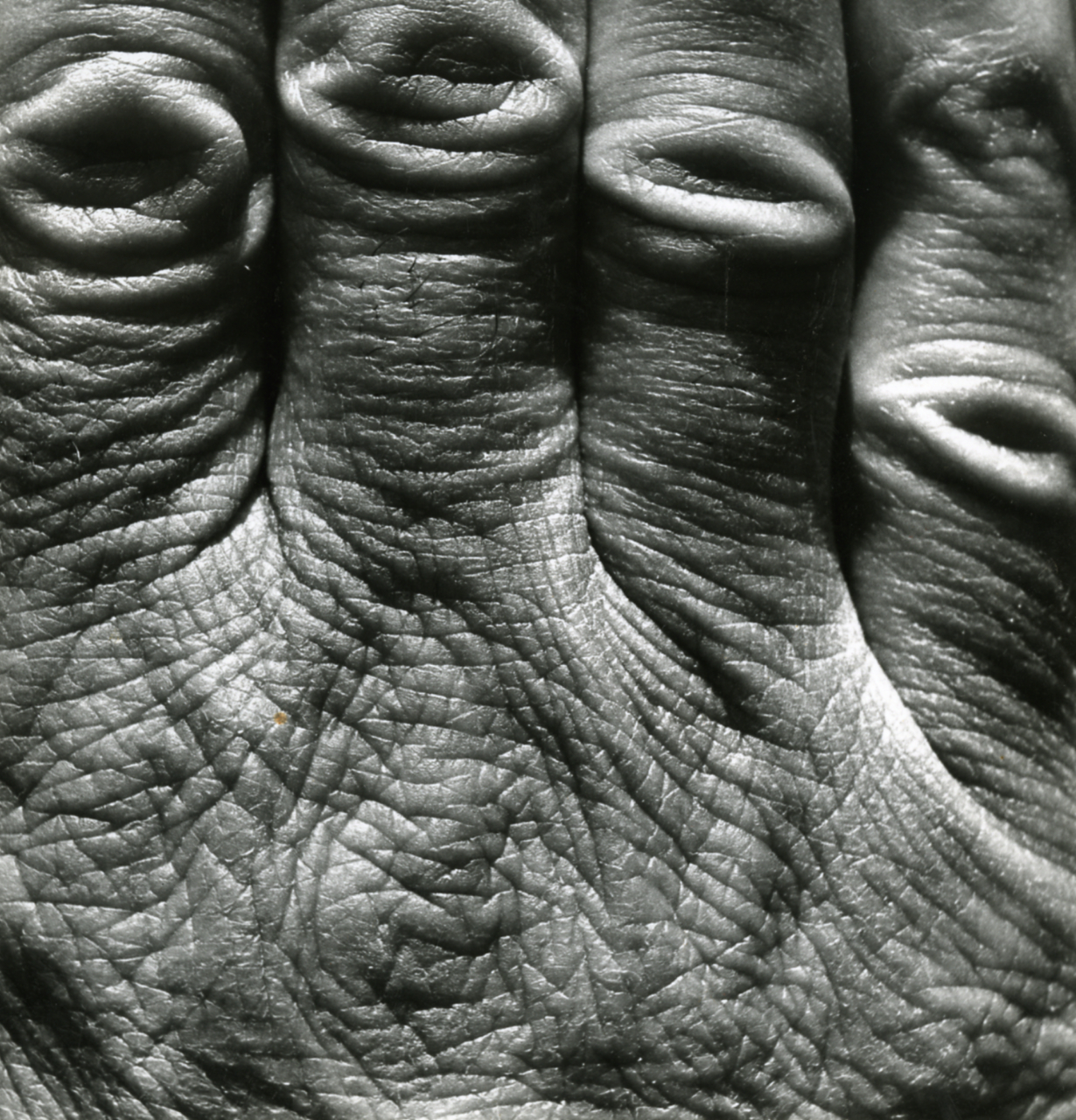
Kéz, Paolo Monti

A munka, játék és hasonló tevékenységek mellett a kéz a kommunikációban is részt vesz. Ide tartoznak a rámutatás, a gesztusok, a jelnyelv és a jelbeszéd, valamint a kézírás és a gépelés. Többnyire a számítógéppel is a kéz veszi fel a kapcsolatot, a billentyűzet, az egér, a trackball és az érintőképernyő segítségével.
A számok felfedezése óta az ember a kezet számolásra is használja. A tízes számrendszer elterjedése is a két kéz ujjainak számán alapul, bár sok nép sokáig más számrendszert használt. Ezekhez kialakítottak rendszereket, amelyekkel nagy számokat is meg tudtak jeleníteni, és amelyek a számtani műveletekben is segítettek. Az első írásban fennmaradt ábrázolás Beda Venerabilis (672/673–735) angolszász Benedek-rendi szerzetestől származik.
A kéz bonyolult fogó- és tapintószervvé való alakulása az emberré válás fontos előfeltétele volt. A törzsfejlődés különböző fázisaiban ez az agyterületek arányaiban is megjelenik.

## Egyebek
- A kéz ujjai egy ember életében 25 milliószor hajlanak be és egyenesednek ki.
- A Guinness rekordok könyve szerint a leghosszabb férfikéz 32,3 cm, a leghosszabb női kéz 25,5 cm volt.
- A bajor Wolnzachban található Museum Kulturgeschichte der Hand úgy 800 műalkotást állít ki. A Lausanne-i Musée de la main orvosi és kultúrtörténeti szempontból foglalkozik a kézzel.